# گابرسدورف
گابرسدورف (به آلمانی: Gabersdorf) یک منطقهٔ مسکونی در اتریش است که در لیبنیتس واقع شده‌است. گابرسدورف ۱۹٫۸۱ کیلومتر مربع مساحت دارد ۲۷۴ متر بالاتر از سطح دریا واقع شده‌است.